# Grad Kalmar
Kalmarski grad (švedsko Kalmar slott) je vodni grad v mestu Kalmar v provinci Småland na Švedskem.

## Zgodovina
V 12. stoletju je bil na Kalmarsundu zgrajen okrogel obrambni stolp in pristanišče. Konec 13. stoletja je kralj Magnus Ladulås dal zgraditi novo trdnjavo z obzidjem, okroglimi vogalnimi stolpi in dvema kvadratnima vhodnima hišama, ki sta obdajali prvotni stolp. Stoji v bližini mesta srednjeveškega kalmarjevega pristanišča in je od svoje prvotne izgradnje kot utrjenega stolpa v 12. stoletju igral ključno vlogo v švedski zgodovini.
Eden najpomembnejših političnih dogodkov v Skandinaviji se je zgodil na Kalmarskem gradu leta 1397, kjer je bila ustanovljena Kalmarska unija - zveza Danske, Norveške in Švedske (vključno s Finsko), ki jo je organizirala danska kraljica Margareta I. Med švedskim uporom proti Danski leta 1520 je trdnjavi poveljevala Anna Eriksdotter (Bielke), ki je sredi upora po smrti svojega moža Johana Månssona Natt och Daga prevzela nadzor nad njegovimi fevdi in branila Kalmar pred Dansko.
Trdnjava je bila v 16. stoletju izboljšana pod vodstvom kralja Gustava I. in njegovih sinov, kralja Erika XIV. in Ivana III., ki so srednjeveško trdnjavo spremenili v grad, primeren za renesančnega kralja. Švedski kralj Ivan III. je po vzponu na prestol začel obsežen program obnove gradu, ki se je začel skoraj takoj po njegovem kronanju. Leta 1574 je arhitekt Domenicus Pahr začel z obnovo. V okviru projekta so bili vsi stolpi, razen treh – jugovzhodnega, severovzhodnega in »Kuretorneta« – spremenjeni, da bi dosegli enotno višino, njihove strehe pa so bile prekrite s svincem. Poleg tega so bila vsa okna preoblikovana v kvadrate, prvotna streha pa je bila zamenjana z dvokapnico, prekrito z glino. Kralj je tudi ukazal, da se fasada pobarva belo, streha pa rdeče. Po dokončanju zunanjosti gradu se je leta 1587, dve leti po obisku Ivana III. gradu, začela notranja prenova. Prenovljenih je bilo več sob, vključno z Gamla kungamaket (stara prestolna soba), Rutsalen (dvorana s šahovnico) in Grå salen (siva dvorana). Nya kungamaket (nova prestolna dvorana) je bila prenovljena v sedanjo notranjost, vključno z dekorativnimi elementi, kot je 2200 pozlačenih listov.
Garnizija je bila med uporom vojvode Karla zvesta kralju Sigismundu in se je še naprej vzdržala tudi po tem, ko je bil Sigismund odločno poražen v bitki pri Stångebro. Grad so zato marca 1599 premagale vojvodove sile in se je bil 12. maja prisiljen predati. Trije poveljniki so bili nato skupaj z devetnajstimi drugimi člani garnizije ubiti v množični usmrtitvi, tradicionalno znan kot drugi kalmarski krvavi ples.
Kalmarski grad je utrpel veliko škodo med obleganjem Kalmarja, glavnim spopadom in soimenjakom kalmarske vojne (1611–1613), leta 1642 pa ga je močno poškodoval požar. Začela so se popravila, a od konca 17. stoletja je grad propadal.

## Obnova
Leta 1856 je arhitekt Fredrik Wilhelm Scholander (1816–1881) začel z rekonstrukcijskimi/restavratorskimi deli. Njegov učenec Helgo Zettervall je nadaljeval z obnovo Kalmarskega gradu v 1880-ih. Arhitekt Carl Möller je izdelal načrte in druge dokumente. Dela so se začela leta 1885 in do leta 1891 je grad dobil silhueto, ki jo ima danes. Leta 1919 je bil profesor Martin Olsson zadolžen za nadaljnjo obnovo zemeljskih nasipov, jarka, mostu in dvižnega mostu. Dela so se nadaljevala do leta 1941, ko je bil grad ponovno obdan z vodo. Danes je eden najbolje ohranjenih renesančnih gradov na Švedskem in je odprt za javnost.
Lucijamorgon SVT decembra 2023 je bil praznovan v notranjosti gradu.

## Znamenitosti
Med posamezne znamenitosti Kalmarskega gradu v renesančnem slogu spadajo:
- Erikova soba z bogato intarzijo in štukaturno dekoracijo ter barvnim frizom z lovskimi motivi,
- kiparski portali,
- plemiški vodnjak iz leta 1578 na dvorišču in
- velikanski kamin s prostorom za viteza na konju.

## Galerija
- Pogled na grad
- Bastijon
- Glavni vhod
- Notranjost
- Grad zvečer
- Pogled z morja
- Dvorišče in stopnišče